# Nikolaj Thomassen
Nikolaj Thomassen (født 1973) er en dansk journalist og forfatter.
Nikolaj Thomassen er uddannet fra Danmarks Journalisthøjskole og har arbejdet med undersøgende journalistik på Politiken, WeekendNu og Dagen. I 2000 modtog han Hørupprisen for sin afdækning af den såkaldte Ligkistesag, ligesom han i 2004 modtog anerkendelse i form af Berlingske Tidendes Journalistpris for bogen Ingen kender Dagen, som blev skrevet sammen med kollegaen Mads Brügger, ligesom bøgerne Abemanden og Grænselandet.
Nikolaj Thomassen er desuden medejer af produktionsselskabet Kontrabande.